# 菲里斯河

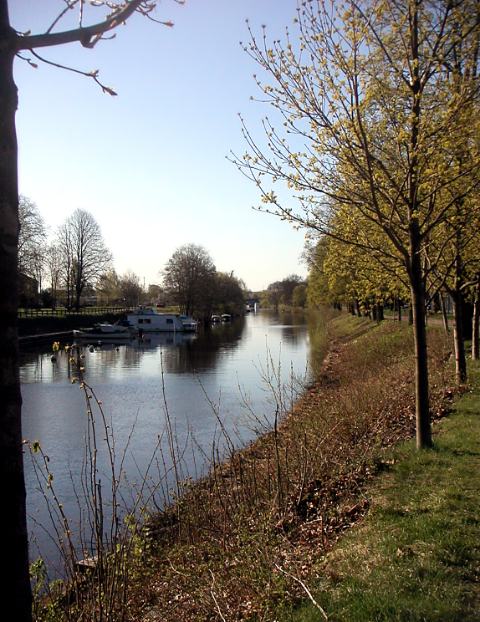
2003年5月的菲里斯河

菲里斯河（瑞典語：Fyrisån）是位于瑞典乌普兰省的一条河流，穿过乌普萨拉城，流入梅拉伦湖。它全长为80公里，流经面积为1990平方公里。